# Kuźnica (tygodnik)
Kuźnica – polski tygodnik społeczno-literacki, wychodzący w latach 1945-1950 początkowo w Łodzi, a następnie w Warszawie.

## Historia
Tygodnik grupował twórców kultury o ideologii zbliżonej do marksistowskiej. W latach 1945–1948 redaktorem naczelnym był Stefan Żółkiewski (1911-1991), następnie Paweł Maksymilian Hoffman. Z pismem współpracowali między innymi: Mieczysław Jastrun (1903-1983), Zofia Nałkowska (1884-1954), Leon Kruczkowski (1900-1962), Jerzy Putrament (1910-1986), Kazimierz Brandys (1916-2000), Adam Ważyk (1905-1982) i Jan Kott (1914-2001).
„Kuźnica” kontynuowała artystyczne tradycje XIX-wiecznego realizmu. Postulowała zwrot do tradycji balzakowskiej, rozumianej jako odkrywanie społeczno-klasowych wyznaczników ludzkiego losu. Jej twórcy powoływali się także na XVIII-wieczny, antyfeudalny racjonalizm i dydaktyzm. Było to pismo opiniotwórcze. Prowadzono w nim dyskusje na temat statusu inteligencji.
W roku 1950 tygodnik został połączony z tygodnikiem „Odrodzenie” (1944-1950); w wyniku tej fuzji powstał tygodnik „Nowa Kultura”.